# Chromatická adaptace

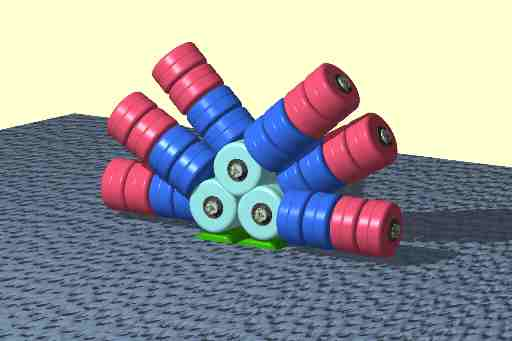
Fykobilizom obsahuje přídatné fotosyntetické pigmenty: na obrázku světle modře allofykocyanin, tmavě modře fykocyanin a červeně fykoerytrin. Tyto pigmenty se uplatňují mimo jiné při jevu zvaném chromatická adaptace

Chromatická adaptace je změna zastoupení jednotlivých fotosyntetických pigmentů u sinic. Probíhá v podmínkách přezáření, nedostatku světla či při častých výkyvech intenzity světla.
Při tomto jevu se mění barva od blankytně modré přes malachitově zelenou, žlutou, červenou až po černou.

## Mechanismus
Mimo jiné se chromatická adaptace odehrává na fykobilizomech. Upravuje se počet fykocyaninových a fykoerytrinových jednotek a tím se posouvá spektrum využitelného světla. Pokusy bylo dokázáno, že buňka je schopna změnit svou barvu od ocelově šedé přes různé stupně zelené po červenavou.

## Význam
Díky chromatické adaptaci mohou sinice růst i v místech, kde by ostatní fotosyntetizující organizmy nepřežily. Konkrétním příkladem jsou jeskyně či póry uvnitř hornin.